# Бернсторф (Німеччина)
Бернсторф (нім. Bernstorf) — громада в Німеччині, розташована в землі Мекленбург-Передня Померанія. Входить до складу району Північно-Західний Мекленбург. Складова частина об'єднання громад Грефесмюлен-Ланд.
Площа — 17,56 км2. Населення становить 341 ос. (станом на 31 грудня 2020).

## Галерея

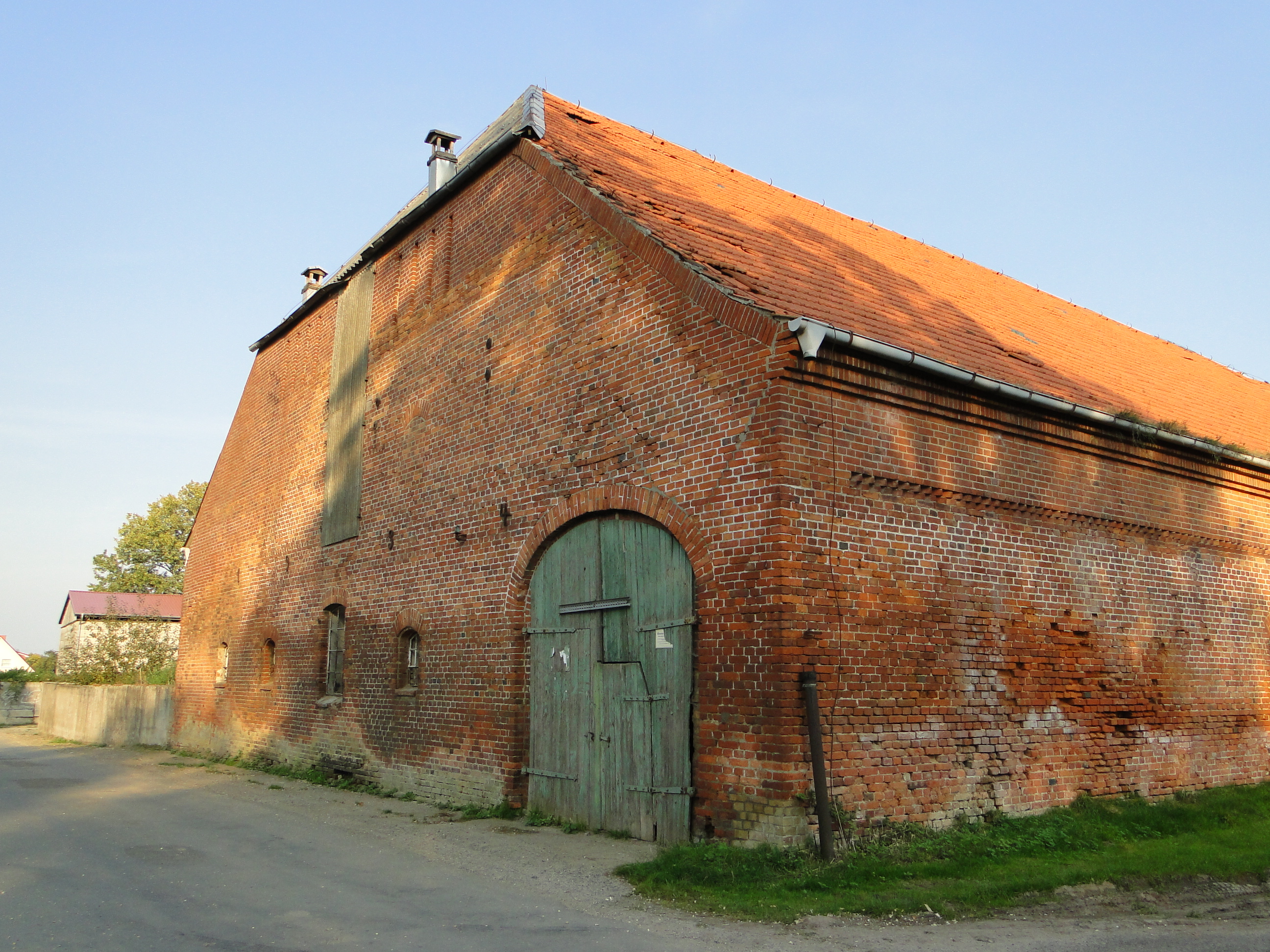